# Metod Puljić
Metod Puljić (Vašarovići, 24. studenog 1912. – nepoznato, između 4. i 5. lipnja 1945.) bio je hrvatski franjevac iz Bosne i Hercegovine i mučenik.
Gimnaziju je završio na Širokom Brijegu, a filozofsko-teološki studij u Mostaru i Lillu (Francuska). Franjevački habit obukao je 1931., a za svećenika je zaređen 1937. godine.

## Župe u kojim je djelovao
Pastoralno je djelovao kao kapelan na Humcu (1939. – 1940.) i Mostaru (1940. – 1941.) te kao župnik u Izbičnu (1941. – 1945.). Partizani su ga u noći između 4. i 5. lipnja 1945. odveli iz franjevačkog samostana u Krapini i strijeljali na nepoznatom mjestu. Ne zna mu se za grob.

## Unutarnje poveznice
- Pokolj fratara u Hercegovini
- Hercegovački franjevački mučenici